# Miguel Grau Seminario
Il Grande Ammiraglio e Capitano di vascello Miguel María Grau Seminario (Piura, 27 luglio 1834 – Oceano Pacifico, 8 ottobre 1879) è stato un militare peruviano.
Eroe nazionale per Bolivia e Perù (suo paese natale), partecipò alla guerra del Pacifico (1879-1884), combattendo nella storica battaglia navale di Angamos, in cui trovò la morte.
Sembiante austero, il volto incorniciato da folte basette, è ricordato con il soprannome di el Caballero de los Mares (il Cavaliere dei mari) per la sua cavalleria in combattimento e per il conseguente rispetto di comandante acquisito sia fra gli alleati che tra gli avversari.

## La morte nella battaglia di Angamos

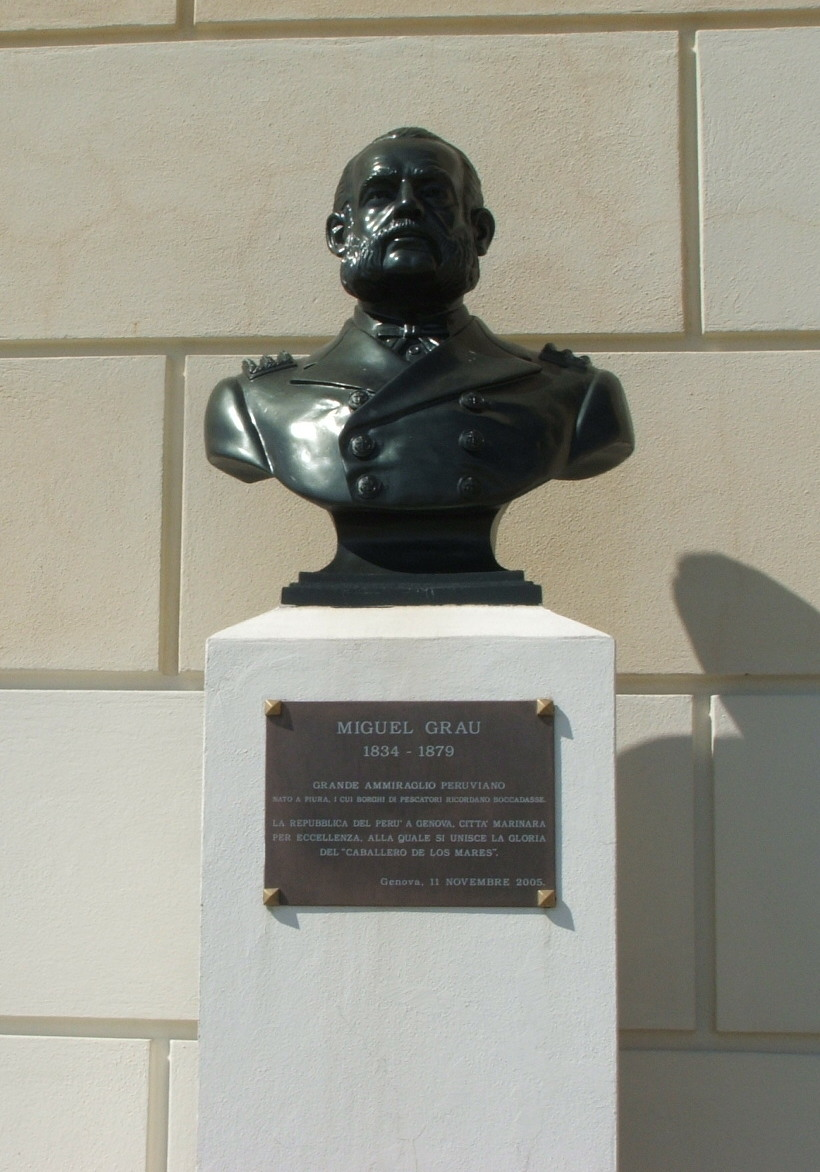
Statua a Miguel Grau Seminario a Boccadasse (Genova)

Il contrammiraglio Grau morì durante la battaglia navale di Angamos l'8 ottobre del 1879, mentre era al comando del monitore Huáscar, colpito da una cannonata. Sebbene non sia stato possibile recuperare gran parte del suo corpo, i suoi resti furono sepolti con grandi onori in Cile e soltanto nel 1958 la sua salma fu traslata in Perú.

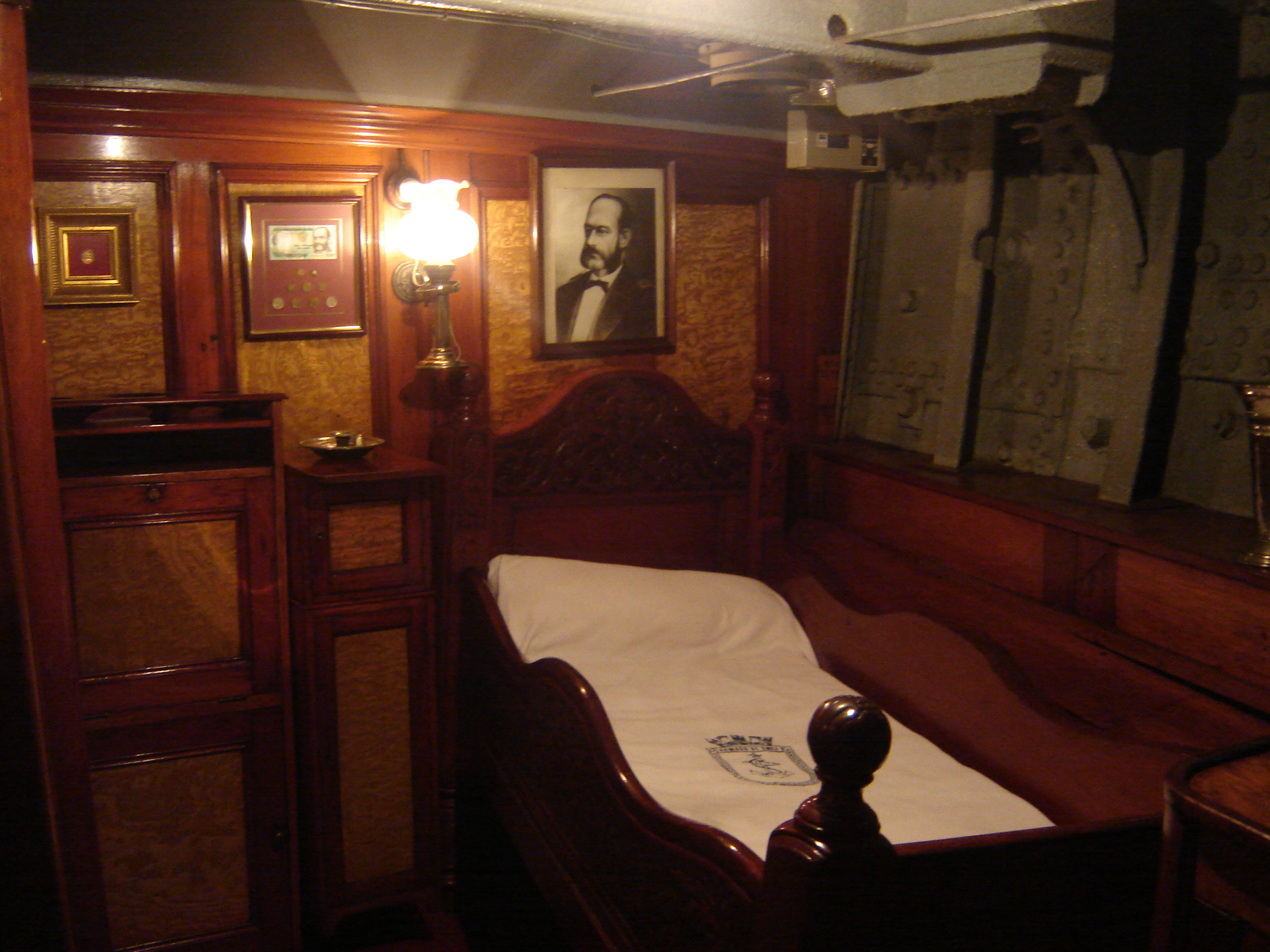
Cabina del comandante a bordo dell'Huáscar, sul fondo il ritratto di Miguel Grau Seminario.

Nel porto cileno di Talcahuano, è ancorato ancora oggi il monitore Huáscar, catturato dai cileni nella battaglia di Punta Angamos, incorporato nella marina cilena fino al 1897 e poi trasformato in museo navale. Nella cabina del comandante si trova un ritratto che raffigura Grau, accanto a quelli di altri due comandanti che morirono eroicamente sul suo ponte:
- il capitano di fregata cileno Arturo Prat, comandante della corvetta Esmeralda ed eroe nazionale del Cile, che durante la battaglia di Iquique, il 21 maggio 1879 affrontò un combattimento impari contro la Huáscar comandata da Grau, e dopo aver subito uno speronamento, quando le navi furono affiancate, balzò all'arrembaggio sul ponte del monitore e, rimasto solo perché un colpo di mare aveva impedito al suo equipaggio di seguirlo, piuttosto che arrendersi preferì morire;
- il capitano di fregata cileno Manuel Thomson, che al comando della Huáscar, il 27 febbraio 1880 partecipò alla battaglia di Arica e fu ucciso, nello stesso posto di Prat, da una cannonata sparata dal monitore peruviano Manco Cápac.

Sulla nave museo sono ricordati anche gli ufficiali peruviani che durante la battaglia di Angamos subentrarono al comando della Huáscar: il capitano di corvetta Elías Aguirre, che fu colpito e ucciso da una granata dopo circa quaranta minuti; il primo tenente Pedro Gárezon, che tentò l'autoaffondamento della nave. La marina peruviana li ricordò, attribuendo i loro nomi a diverse unità navali come l'attuale incrociatore portaelicotteri Aguirre.

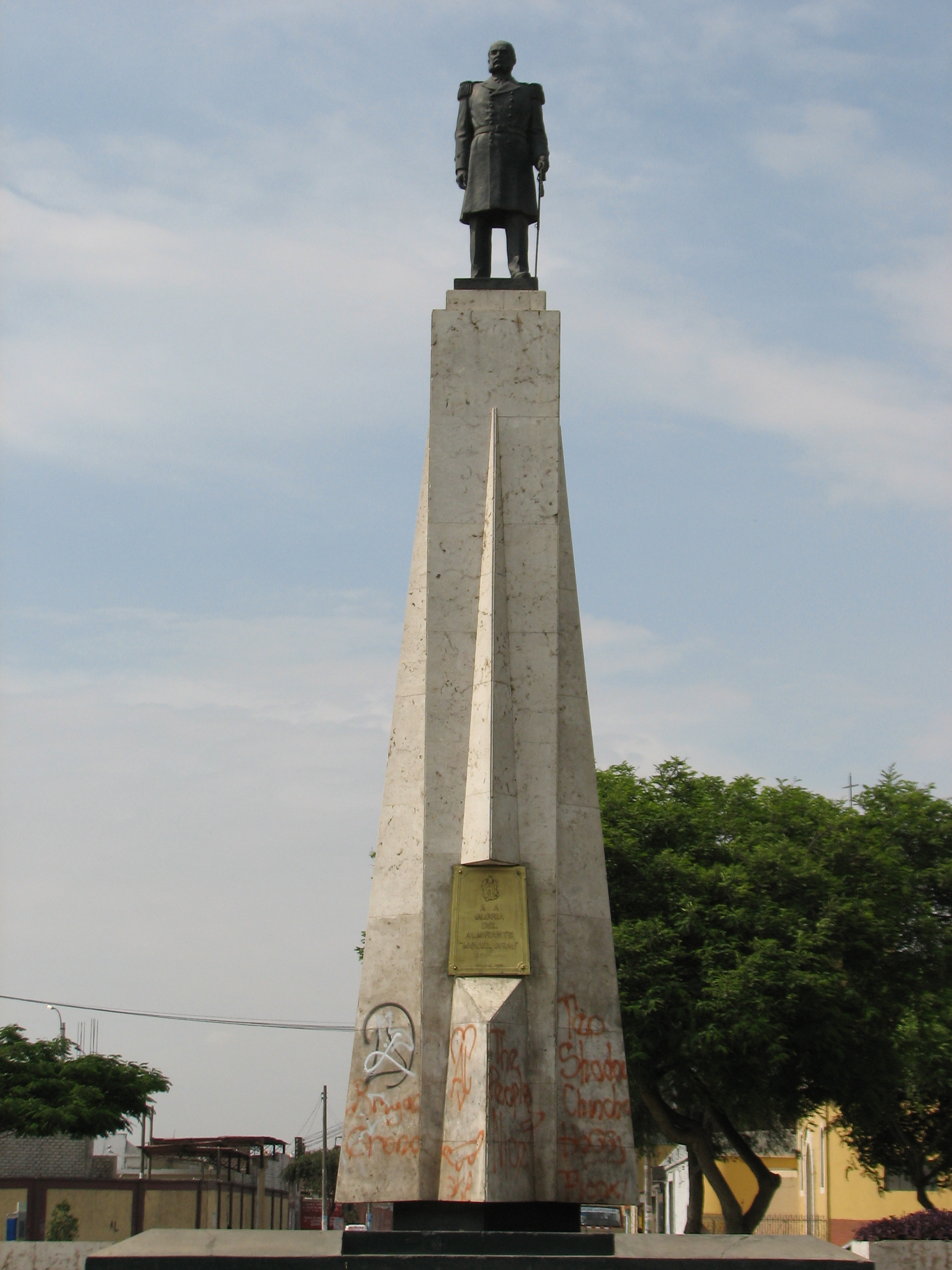
Statua di Miguel Grau a Trujillo (Perù).

L'attuale ammiraglia della Marina militare peruviana è l'incrociatore Almirante Grau ed è la terza unità a portare questo nome.
A Grau Seminario la Repubblica peruviana ha eretto nel 2005 un busto nel quartiere di Boccadasse, a Genova, che ricorda da vicino i borghi di pescatori di Piura, sua città natale.
Nell'anno 2000 è stato riconosciuto, per voto popolare, Peruviano del millennio.
La sua effigie è riprodotta sulla banconota da 5.000 dell'Inti peruviano.